# The Three Degrees
Le The Three Degrees sono un gruppo vocale statunitense al femminile attivo dal 1963 e formatosi a Filadelfia.

## Storia del gruppo
Il gruppo, nonostante fosse nato come un coro di 15 persone, è sempre stato considerato un trio. La line-up originale era composta da Shirley Porter, Lina Turner e Fayette Pinkney.
Nel 1976 la Pinkney è uscita ed è stata in pratica sostituita da Helen Scott, che aveva già cantato nel gruppo nel periodo 1963-1966. Valerie Holiday, una delle componenti attuali, è entrata in formazione nel 1967, mentre Linda Turner e Shirley Porter hanno militato solo nel periodo iniziale. Un'altra componente importante è stata Sheila Ferguson, in gruppo dal 1966 al 1986.
Il brano di maggior successo delle The Three Degrees è When Will I See You Again, datato 1974.
Nel 1978 il gruppo firmò per Ariola Records per il mercato europeo e statunitense, cominciando a lavorare con Giorgio Moroder, che era diventato un famoso produttore grazie alle sue opere con Donna Summer. Con Ariola uscirono due album in stile disco, New Dimensions nel 1978 e 3D nel 1979, che hanno portato quattro brani tra i top 20 nel Regno Unito. Nel 1978 il gruppo ha suonato durante i festeggiamenti del trentesimo compleanno del Principe Carlo e nel 1981 furono ospiti alla sua festa prima del matrimonio con Lady Diana Spencer.

## Formazione
Timeline componenti
| 1963            | 1963–66         | 1966–67         | 1967            | 1967            | 1967–76         | 1976–86         | 1986            | 1986–87         | 1987–88         | 1988–89          | 1989–2010        | 2011–oggi       |
| Fayette Pinkney | Fayette Pinkney | Fayette Pinkney | Fayette Pinkney | Fayette Pinkney | Fayette Pinkney | Helen Scott     | Miquel Brown    | Helen Scott     | Helen Scott     | Helen Scott      | Helen Scott      | Helen Scott     |
| Linda Turner    | Janet Harmon    | Janet Harmon    | Sundray Tucker  | Sonia Goring    | Valerie Holiday | Valerie Holiday | Valerie Holiday | Valerie Holiday | Valerie Holiday | Valerie Holiday  | Valerie Holiday  | Valerie Holiday |
| Shirley Porter  | Helen Scott     | Sheila Ferguson | Shelia Ferguson | Sheila Ferguson | Sheila Ferguson | Sheila Ferguson | Sheila Ferguson | Vera Brown      | Rhea Harris     | Victoria Wallace | Cynthia Garrison | Freddie Pool    |

## Discografia

### Album studio
- 1970 - Maybe (Roulette)
- 1973 - The Three Degrees (Philadelphia Int'l)
- 1975 - International (Philadelphia Int'l)
- 1976 - A Toast of Love (Epic)
- 1977 - Standing Up for Love (Epic)
- 1978 - New Dimensions (Ariola)
- 1979 - 3D (Ariola)
- 1982 - Album of Love (3D)
- 1989 - ...And Holding (Ichiban)
- 1993 - Out of the Past, into the Future (BMG Ariola)
- 1998 - Christmas with the Three Degrees (Marathon Media Int'l)
- 2009 - Undercover 2009 (Reader's Digest)

### Album live
- 1975 - The Three Degrees Live in Japan (Philadelphia Int'l)
- 1976 - The Three Degrees Live (Philadelphia Int'l)
- 1985 - Live in the UK (3D)